# Comté de Maskinongé
Pour les articles homonymes, voir Maskinongé.
Le comté de Maskinongé était un comté municipal du Québec ayant existé entre 1855 et 1er janvier 1982. 
Le territoire qu'il couvrait est aujourd'hui compris dans les régions administratives de la Mauricie et de Lanaudière et correspond à une partie des actuelles municipalités régionales de comté (MRC) de Maskinongé, de la Matawinie et d'Autray. Son chef-lieu était la municipalité de Louiseville.

## Municipalités situées dans le comté
- Belleau (détaché de Saint-Alexis en 1973 ; regroupé de nouveau avec Saint-Alexis en 1984 pour former Saint-Alexis des Monts[3])
- Hunterstown (détaché de Saint-Paulin en 1861 ; fusionné de nouveau à Saint-Paulin en 1988[4])
- Louiseville (détaché de Saint-Antoine-de-la-Rivière-du-Loup en 1878 sous le nom de Rivière-du-Loup ; renommé Louiseville en 1879[5])
- Maskinongé (détaché de Saint-Joseph-de-Maskinongé en 1931[6])
- Masson-et-Laviolette (créé en 1914 ; fusionné à Saint-Michel-des-Saints en 1979[7])
- Saint-Alexis (détaché de Saint-Paulin en 1878; regroupé avec Belleau en 1984 pour former Saint-Alexis-des-Monts[3])
- Saint-Antoine-de-la-Rivière-du-Loup (créé en 1855; fusionné à Louiseville en 1988[5])
- Saint-Didace (détaché de Saint-Gabriel-de-Brandon en 1863[8])
- Sainte-Angèle (détaché de Saint-Paulin et Sainte-Ursule en 1917 ; renommé Sainte-Angèle-de-Prémont en 1988[9])
- Saint-Édouard (détaché de Saint-Didace, Saint-Justin et Sainte-Ursule en 1950; renommé Saint-Édouard-de-Maskinongé en 1984[10])
- Sainte-Ursule (créé en 1855[11])
- Saint-Joseph-de-Maskinongé (créé en 1855 ; fusionné à Maskinongé en 2001[6])
- Saint-Justin (détaché de Saint-Didace et de Saint-Joseph-de-Maskinongé en 1859[12])
- Saint-Léon-le-Grand (créé en 1855[13])
- Saint-Paulin (créé en 1855; la municipalité de village du même nom s'en détache en 1925; les deux sont réunies à nouveau, ainsi que Hunterstown, en 1988 sous le nom de Saint-Paulin[4])

## Formation
Le comté de Maskinongé comprenait lors de sa formation les paroisses de Maskinongé, Rivière du Loup, Saint-Léon, Saint-Paulin, Saint-Ursule, Saint-Didace ainsi que le canton d'Hunterstown.